# Henschel Hs 293
Henschel Hs 293 – niemiecki kierowany pocisk rakietowy powietrze-woda lub powietrze-ziemia, klasyfikowany także jako kierowana bomba szybująca. Była to pierwsza udana broń tego rodzaju i pierwsza użyta operacyjnie.

## Historia

Silnik Walter HWK 109-507 eksponowany w MLP w Krakowie

Opracowanie pocisku rozpoczęto w 1939, miał być bronią do zwalczania statków i okrętów spoza zasięgu ognia przeciwlotniczego. Skonstruowany przez profesora Herberta Wagnera w zakładach Henschla w 1940. Przez wyposażenie w silnik rakietowy, stanowił konstrukcję pośrednią pomiędzy kierowaną bombą szybującą, do której był podobny konstrukcją, a pociskiem rakietowym. Cylindryczny kadłub pocisku składał się ze specjalnie skonstruowanej głowicy bojowej opartej na konstrukcji bomby burzącej SC-500 wagomiaru 500 kg (325 kg materiału wybuchowego) w przedniej części oraz z tylnej części z aparaturą radiową do sterowania lotem, żyrokompasem i usterzeniem. Pośrodku kadłuba zamocowane były trapezowe skrzydła o rozpiętości 314 cm. Pod kadłubem podczepiona była gondola z silnikiem rakietowym Walter HWK 109-507 na paliwo ciekłe, nadającym pociskowi w czasie 10 s prędkość do 950 km/h, a na końcowym odcinku lotu 600 km/h. Ciąg w silniku powstawał przez rozkład nadtlenku wodoru w obecności nadmanganianu sodu lub nadmanganianu wapnia pełniącego rolę katalizatora.
Jedyną wersją użytą bojowo był Hs 293 A-1, kierowany zdalnie radiowo przez operatora w samolocie, który naprowadzał pocisk utrzymując znacznik (lampę na ogonie pocisku lub smugacze) na tle sylwetki celu. Pocisk był zrzucany w odległości 6–10 km od celu, z wysokości 2–4 km. Przenoszony był przez specjalne wersje bombowców Dornier Do 217, Focke-Wulf Fw 200 i Heinkel He 177. Produkcja seryjna rozpoczęła się w listopadzie 1942, zbudowano ok. 1500 pocisków. Serię przedprodukcyjną oznaczano Hs 293 A-0.

## Użycie bojowe
Po raz pierwszy pocisk wykorzystano bojowo 25 sierpnia 1943 nad Zatoką Biskajską, w efekcie ataku uszkodzono korwetę HMS „Bideford”. 27 sierpnia zatopiono slup HMS „Egret” (pierwszy w historii okręt zatopiony przez pocisk kierowany) i uszkodzono niszczyciel HMCS „Athabaskan”. 26 listopada 1943 roku na Morzu Śródziemnym pocisk trafił transportowiec wojska HMT „Rohna”; zginęła wówczas ponad połowa z 2000 przewożonych amerykańskich żołnierzy. Pociski używane były przez jednostki bombowe KG 100 (Do 217) i KG 40 (He 177 i Fw 200). Atakowano nimi następnie okręty alianckie w Zatoce Biskajskiej i na Morzu Egejskim, podczas desantów alianckich. Zatopiono nimi m.in. krążownik HMS „Spartan” i niszczyciele HMS „Janus”, „Inglefield” i USS „Landsdale”. Po lądowaniu w Normandii pocisków używała jednostka III/KG 100 także do zwalczania celów naziemnych, głównie mostów. 7 sierpnia 1944 doszło do pierwszego użycia pocisków kierowanych przeciw celom naziemnym, gdy 6 samolotów Do 217E-5 usiłowało nieskutecznie zniszczyć most na Selune w Pontaubault. Ich użycia dokonano w sierpniu 1944 przeciw desantom pod Saint-Tropez i Saint-Raphaël. Z uwagi na alianckie panowanie w powietrzu, pozostałe bomby polecono złomować, lecz mimo to jeszcze 12 kwietnia 1945 użyto ich do atakowania mostów na Odrze (jednostka Versuchskommando/KG 200).

## Wersje rozwojowe

### Odmiany Hs 293
Pozostałe warianty pocisku nie zostały użyte bojowo (miały one dodatkowo swoje podwarianty, oznaczane literami):
- Hs 293 B – wyposażony w zdalne kierowanie przewodowe (zasięg przewodu 20 km), wyprodukowano ok. 200 sztuk;
- Hs 293 C – pocisk przeciwokrętowy, o zmienionym sposobie ataku: pocisk miał wpaść do wody kilkadziesiąt metrów przed celem, po czym tylna część ze skrzydłami ulegała odrzuceniu, a wydłużona głowica bojowa poruszała się dalej siłą bezwładności, trafiając część podwodną celu. Wyprodukowano ok. 60 sztuk w czterech wersjach różniących się szczegółami konstrukcji i układami kierowania;
- Hs 293 D – pocisk kierowany radiowo z telewizyjną obserwacją celu (system Tonne-Seedorf). Wyprodukowano ok. 220 sztuk, nie ukończono prób przed końcem 1944, dalszy rozwój zarzucono;
- Hs 293 E – odmiana o zmodyfikowanym układzie sterowania, wywodzącym się z wersji Hs 293 C;
- Hs 293 F – oszczędnościowa wersja o skrzydłach delta, dwa silniki rakietowe; niezrealizowany projekt;
- Hs 293 G – pocisk ze zmodyfikowanym układem kierowania umożliwiającym przeprowadzenie ataku z lotu nurkowego;
- Hs 293 H – wersja powietrze-powietrze, opracowano szereg modeli różniących się napędem (1 lub 2 silniki), układami sterowania i zapalnikami (zbliżeniowe, barometryczne itp.);
- Hs 293 I – wersja o ilości materiału wybuchowego zwiększonej do 500 kg;
- Hs 293 V6 – wersja Hs 293 A o zredukowanej wysokości, przeznaczona dla samolotu odrzutowego Arado Ar 234, zbudowano jedynie prototypy.

### Konstrukcje pochodne
Na bazie Hs 293 opracowano kilka pocisków o zwiększonych gabarytach:
- Hs 294 – rozwinięcie pocisku Hs 293 C; opracowano kilka wersji, różniących się układami kierowania (m.in. z telewizyjną obserwacją celu) i napędem (jeden lub dwa silniki);
- Hs 295 – odmiana przenosząca głowicę o masie 1260 kg, napędzana przez dwa silniki; zbudowano ok. 50 prototypów, w tym część z układem telewizyjnej obserwacji celu;
- Hs 296 – wersja łącząca płatowiec Hs 294 z głowicą Hs 295;
- GT 1200 – wywodzący się z Hs 294 niezrealizowany projekt pocisku przeciwokrętowego, przenoszącego głowicę z dodatkowym podwodnym napędem rakietowym; opracowano trzy wersje różniące się wymiarami i układem konstrukcyjnym.